# Garde
Garde és un municipi de Navarra, a la comarca de Roncal-Salazar, dins la merindad de Sangüesa.

## Demografia
| Evolució demogràfica                             | Evolució demogràfica | Evolució demogràfica | Evolució demogràfica | Evolució demogràfica | Evolució demogràfica | Evolució demogràfica | Evolució demogràfica | Evolució demogràfica | Evolució demogràfica | Evolució demogràfica |
| 1996                                             | 1998                 | 1999                 | 2000                 | 2001                 | 2002                 | 2003                 | 2004                 | 2005                 | 2006                 | 2007                 |
| ------------------------------------------------ | -------------------- | -------------------- | -------------------- | -------------------- | -------------------- | -------------------- | -------------------- | -------------------- | -------------------- | -------------------- |
| 201                                              | 202                  | 200                  | 199                  | 195                  | 187                  | 186                  | 180                  | 185                  | 182                  | 180                  |
| Fonts: Garde i Institut d'Estadística de Navarra |                      |                      |                      |                      |                      |                      |                      |                      |                      |                      |

## Personatges cèlebres
- Pedro Navarro (1460 - 1528). Comte d'Oliveto.
- Ignacio Zoco (1939). Futbolista.